# Бауэр, Эрих
Герман Эрих Бауэр (нем. Hermann Erich Bauer; 26 марта 1900, Берлин, Германская империя — 4 февраля 1980, Тегель) — немецкий военный преступник, причастный к умерщвлению газом тысяч узников в лагере уничтожения Собибор, обершарфюрер СС. В 1950 году был приговорен к смертной казни, позже замененной на пожизненное тюремное заключение.

## Биография
Эрих Бауэр родился 26 марта 1900 года в Берлине в семье обойщика. После окончания народной школы начал обучение на токаря. Экзамен на подмастерье он не сдал, так как был призван на военную службу. До сентября 1918 года сражался во Франции, а затем попал во французский плен, из которого был освобождён в начале 1920 года. Потом был чернорабочим. После соответствующей подготовки с 1923 года работал водителем. С 1933 года работал кондуктором в учреждении Berliner Verkehrsbetriebe. В том же году был зачислен в Штурмовые отряды (СА), где стал шарфюрером. 1 мая 1937 года вступил в НСДАП (билет № 4578143).
После начала Второй мировой войны служил водителем во время проведения Акции T-4. После прекращения акции в начале 1942 года был откомандирован в звании обер-вахмистра в полицию Люблина. Через несколько дней он прибыл вместе со своей командой СС в лагерь Собибор. Там он получил звание обершарфюрера СС. Бауэр непосредственно участвовал в умерщвлении в газовой камере тысяч заключённых. Он получил прозвище «газовый специалист». Во время восстания в Собиборе 14 октября 1943 года активно сражался с узниками.
После расформирования Собибора Бауэр вернулся в полицейское подразделение в Люблине, а потом был откомандирован в «особый отдел R» в Триест, где служил в качестве водителя. В конце войны в Каринтии попал в плен к американским войскам, из которого был выпущен в 1946 году. Перед денацификационной комиссии Бауэр умолчал о своей деятельности в Собиборе, поэтому он был классифицирован как «необременённый». Бауэр был узнан на улице Западного Берлина бывшими узниками Собибора Самуэлем Лерером и Эстер Раб. В августе 1949 года был арестован.
8 мая 1950 года берлинский земельный суд по обвинению в преступлениях против человечества приговорил Бауэра к смертной казни. В обосновании приговора подчеркивалась особая жестокость Бауэра. 20 января 1951 года смертная казнь в Западном Берлине была отменена. В 1971 году приговор официально был заменён на пожизненное заключение. Бауэр умер в 1980 году в тюрьме в Тегеле.